# Шкаровська Ірина Ісаївна
Іри́на Іса́ївна Шкаро́вська (28 травня (10 червня) 1916, Біла Церква — 17 листопада 1986, Київ) — українська письменниця.

## Біографія
Народилася у сім'ї єврейського письменника Ісая Ісаковича Шкаровського (1891–1945). Вчилася у Київському книжково-кооперативному технікумі, отримала вищу освіту на філологічному факультеті Київського університету (1940 рік). З 17-річного віку працювала у київській пресі (газети «Молодий пролетар», «Комсомолець України»). 
Під час нацистської окупації Києва перебувала в евакуації в Уфі, працювала в евакогоспіталі. Після визволення Києва у різні роки завідувала відділом шкіл газети «Молодь України», відділом художньої літератури журналу «Барвінок», редакцією науково-художньої літератури видавництва «Веселка». Член Спілки письменників СРСР з 1956 року.
Нагороджена медалями «За доблесну працю у Великій Вітчизняній війні 1941–1945 рр.» і «За трудову доблесть». 
Померла у Києві 17 листопада 1986 року.

## Творчий доробок
Ірина Шкаровська розпочала друкувати прозові твори для дітей і юнацтва, літературно-критичні нариси з 1948 року. Писала українською та російською мовами.
Значну частину доробку письменниці присвячено минувшині Києва. У її творах діють юні персонажі, які беруть участь у революційному русі 1905–1907 років, у подіях громадського життя перших років радянської влади, відзначаються героїчними вчинками під час німецько-радянської війни. На сторінках повістей та оповідань Ірини Шкаровської постають виразні сцени київського життя різних епох.
Художньо-документальна повість "Крылатая улица", що вийшла друком у рік 1500-річчя Києва (1982), розповідає про краєзнавчі пошуки київських школярів, що вивчають місцеві старожитності. Згадано, зокрема, вчителів та учнів середньої школи № 25, яку збудовано на найдавнішій території Києва.
Письменниця також перекладала з української на російську мову (зокрема, прозові твори Наталі Забіли).

### Видання творів[1]
- Люди світлої мрії: Зб. оповідань та нарисів / Упоряд. І. Шкаровська ; мал. В. Савадова. — К.: Дитвидав УРСР, 1963. — 271, [24] с.: іл., [12] окр. арк. іл.
- Никогда не угаснет / Худож. А.Резниченко. — Киев: Государственное издательство детской литературы, 1960. — 154 с.: іл.
- Горнист первой базы / Худож. А.Резниченко. — К.: Детгиз, 1962. — 104 с.: ілюстр.
- Теплая улица: Повесть / Худож. Е.Семенов. — К.: Веселка, 1965. — 120 с.: іл.
- Фонарик: Рассказы / Худож. А.Резниченко. — К.: Веселка, 1970. — 200 с. : іл.
- Бандьера росса!: Повесть и рассказы / Худож. Р.Саенко. — К.: Веселка, 1974. — 200 с.: іл.
- Повести и рассказы / Худож. Л.Гармыза. — К.: Веселка, 1976. — 278 с.: іл.
- Вогні в яру: Повість та оповід. / Худож. Г.Зубковський. — К.: Веселка, 1977. — 127 с. іл.
- Високе вогнище: Оповідання / Пер. з рос. ориг. І. Маценко; оформ. В. Гончаренка. — К.: Веселка, 1978. — 128 с.: іл., фотоіл.
- Семья Деревских: Документальная повесть / Худож. В.Ермаков. — К.: Веселка, 1979. — 120 с., іл.
- Діти нескореної околиці: Повість / Худож. Є.Безп'ятов, Г.Філатов. — К.: Веселка, 1981. — 128 с.: іл.
- Крылатая улица: Докум. повесть, рассказы / Худож. А.Михайлюк. — К.: Веселка, 1982. — 173 с.: іл.
- Червона Деміївка: Повісті / Худож. О.Литвинов. — К.: Веселка, 1984. — 326 с.: іл.
- Борис Петрович Жаданівський: Повість / Мал. В.Савадова. — К.: Веселка, 1988. — 55 с.: іл.

У ЦДАМЛМ України сформовано особистий фонд І.І. Шкаровської (№ 1114) з 56 одиниць зберігання.  